# Pero do Campo Tourinho

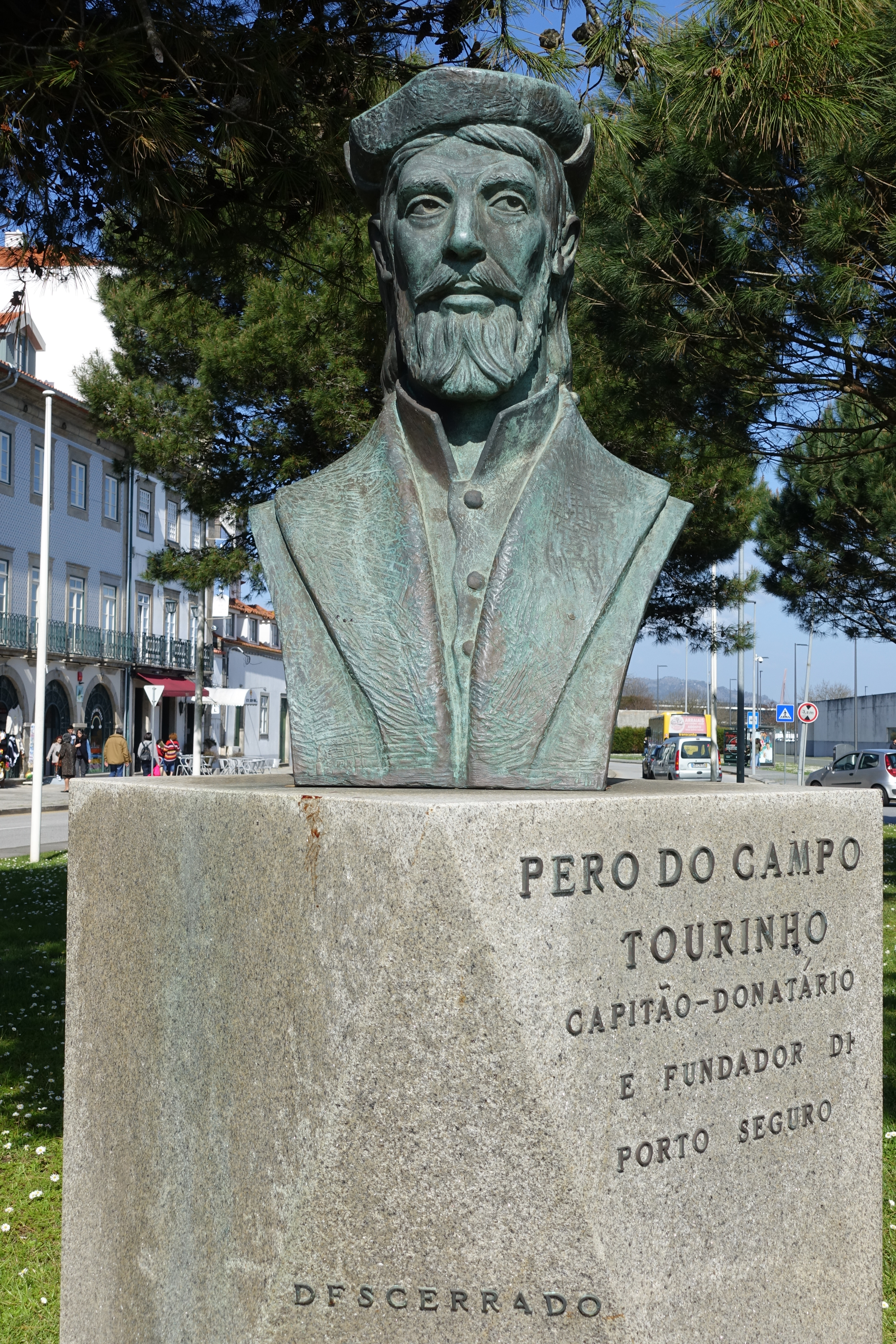
Busto de Tourinho em Viana do Castelo

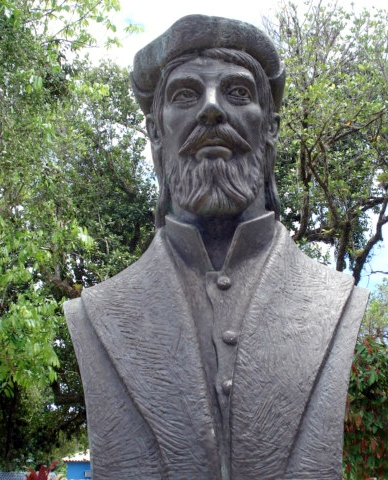
Busto de Tourinho em Porto Seguro, Bahia

Pero do Campo Tourinho foi donatário da Capitania de Porto Seguro. Em 13 de setembro de 1543, foi denunciado à Inquisição por se dizer papa e não respeitar domingos e dias santos. O historiador Capistrano de Abreu relata que Tourinho foi absolvido (ou recebeu pena leve, alguma penitência): "a Inquisição era nova, seus raios fulminavam de preferência cristãos-novos ou hereges professos, e Tourinho seria quando muito herege intermitente e diletante".